# ウィリス・ページ
ウィリス・ページ（Willis Page, 1918年9月18日 - 2013年1月9日）は、アメリカ合衆国の指揮者。

## 経歴
ロチェスターに生まれ、イーストマン音楽学校でコントラバスとチューバを習う。指揮法はピエール・モントゥーの指導を受けた。セルゲイ・クーセヴィツキーにより、ボストン交響楽団のコントラバス奏者となり、アーサー・フィードラーのボストン・ポップスにも参加。1940年から1955年までボストン交響楽団の副指揮者を務めた。1955年からバッファロー・フィルハーモニーの准指揮者を務め、1960年にナッシュヴィル交響楽団の音楽監督に就任し、1962年から翌年まで読売日本交響楽団の創立指揮者を兼任した。1968年にはドレイク大学の指揮法講師となり、1971年から1983年までジャクソンビル交響楽団の音楽監督を務めた。
1985年からはセント・ジョーンズ・リヴァー・シティ・バンドを結成して指揮活動を行っていた。
ジャクソンビルにて没。
読響時代の音源・画像は日本テレビに多く残っていると言われるが、2021年現在、一般発売されていない。一方、ボストン交響楽団を指揮した
シューベルト「未完成交響曲」の25cm小型LPレコードが日本でも発売された事がある。